# Segunda División de Chile 1980
El Campeonato Nacional de Fútbol de Segunda División de 1980 fue el 29° torneo disputado de la segunda categoría del fútbol profesional chileno. Contó con la participación de 22 equipos, dos más que la temporada anterior, ya que fueron incluidos Cobresal y Regional Atacama, que hacían su debut en el profesionalismo. 
El torneo consistió en un campeonato a dos ruedas con un sistema de todos contra todos y el campeón final fue San Luis, equipo que ascendió junto al subcampeón Ñublense y a La Serena, ganador de la Liguilla de Promoción.
En la parte baja de la tabla de posiciones se ubicaron Curicó Unido e Independiente, que fueron relegados a la recién creada Tercera División, que al año siguiente iniciaría su primer torneo.

## Movimientos divisionales
| Pos | a Primera División de Chile 1980 |
| --- | -------------------------------- |
| 1º  | Deportes Iquique (Campeón)       |
| 2º  | Magallanes                       |

| Pos | Expansión (Zona Norte) |
| --- | ---------------------- |
| 1º  | Cobresal               |
| 2º  | Regional Atacama       |

| Pos | Descendido desde Primera División de Chile 1979 |
| --- | ----------------------------------------------- |
| 1º  | Ñublense                                        |
| 2º  | Santiago Morning                                |

| Pos | Asociación de Origen |
| --- | -------------------- |
| -   | -                    |

## Equipos participantes
| Equipo               | Ciudad       |
| -------------------- | ------------ |
| Cobresal             | El Salvador  |
| Colchagua            | San Fernando |
| Curicó Unido         | Curicó       |
| Deportes Antofagasta | Antofagasta  |
| Deportes Arica       | Arica        |
| Deportes La Serena   | La Serena    |
| Deportes Linares     | Linares      |
| Deportes Ovalle      | Ovalle       |
| Huachipato           | Talcahuano   |
| Iberia               | Los Ángeles  |
| Independiente        | Cauquenes    |
| Malleco Unido        | Angol        |
| Ñublense             | Chillán      |
| Rangers              | Talca        |
| Regional Atacama     | Copiapó      |
| San Antonio Unido    | San Antonio  |
| San Luis             | Quillota     |
| Santiago Morning     | Recoleta     |
| Talagante Ferro      | Talagante    |
| Trasandino           | Los Andes    |
| Unión La Calera      | La Calera    |
| Unión San Felipe     | San Felipe   |

## Tabla final
| Pos | Equipo               | PJ | PG | PE | PP | GF | GC | Dif | Pts |
| --- | -------------------- | -- | -- | -- | -- | -- | -- | --- | --- |
| 1   | San Luis             | 42 | 21 | 15 | 6  | 72 | 41 | 31  | 59  |
| 2   | Ñublense             | 42 | 20 | 15 | 7  | 70 | 45 | 25  | 55  |
| 3   | Santiago Morning     | 42 | 19 | 13 | 10 | 67 | 49 | 18  | 51  |
| 4   | Deportes La Serena   | 42 | 15 | 19 | 8  | 57 | 45 | 12  | 50  |
| 5   | Huachipato           | 42 | 16 | 15 | 11 | 58 | 49 | 9   | 48  |
| 6   | Deportes Antofagasta | 42 | 15 | 17 | 10 | 68 | 51 | 17  | 47  |
| 7   | Deportes Arica       | 42 | 18 | 11 | 13 | 64 | 60 | 4   | 47  |
| 8   | Malleco Unido        | 42 | 15 | 15 | 12 | 59 | 57 | 2   | 45  |
| 9   | Deportes Linares     | 42 | 14 | 16 | 12 | 60 | 54 | 6   | 44  |
| 10  | Unión La Calera      | 42 | 14 | 14 | 14 | 53 | 61 | -8  | 42  |
| 11  | San Antonio Unido    | 42 | 15 | 11 | 16 | 67 | 61 | 6   | 41  |
| 12  | Iberia               | 42 | 14 | 13 | 15 | 66 | 65 | 1   | 41  |
| 13  | Talagante Ferro      | 42 | 12 | 15 | 15 | 59 | 64 | -5  | 40  |
| 14  | Cobresal             | 42 | 15 | 9  | 18 | 60 | 63 | -3  | 39  |
| 15  | Unión San Felipe     | 42 | 13 | 12 | 17 | 53 | 62 | -9  | 38  |
| 16  | Regional Atacama     | 42 | 13 | 12 | 17 | 59 | 70 | -11 | 38  |
| 17  | Colchagua            | 42 | 11 | 15 | 16 | 49 | 54 | -5  | 37  |
| 18  | Rangers              | 42 | 11 | 12 | 19 | 52 | 63 | -11 | 35  |
| 19  | Deportes Ovalle      | 42 | 11 | 12 | 19 | 44 | 58 | -14 | 34  |
| 20  | Trasandino           | 42 | 10 | 14 | 18 | 47 | 65 | -18 | 34  |
| 21  | Independiente        | 42 | 11 | 12 | 19 | 52 | 75 | -23 | 34  |
| 22  | Curicó Unido         | 42 | 9  | 13 | 20 | 42 | 66 | -24 | 31  |

PJ=Partidos jugados; PG=Partidos ganados; PE=Partidos empatados; PP=Partidos perdidos; GF=Goles a favor; GC=Goles en contra; Dif=Diferencia de gol; Pts=Puntos
|  | Campeón. Asciende a Primera División |
|  | Asciende a Primera División          |
|  | Clasifica a la Liguilla de promoción |
|  | Desciende a Tercera División         |

## Liguilla de Promoción
Clasificaron a la liguilla de promoción los equipos que se ubicaron en 3° y 4° lugar de la Segunda División (Santiago Morning y La Serena), con los equipos que se ubicaron en 13° y 14° lugar de la Primera División (Aviación e Iquique). Se jugó una ronda con un sistema de todos contra todos, clasificando a Primera División los dos primeros equipos ubicados en la tabla de posiciones.
| Pos | Equipo             | PJ | PG | PE | PP | GF | GC | Dif | Pts |
| --- | ------------------ | -- | -- | -- | -- | -- | -- | --- | --- |
| 1   | Deportes Iquique   | 3  | 2  | 1  | 0  | 4  | 2  | 2   | 5   |
| 2   | Deportes La Serena | 3  | 1  | 2  | 0  | 4  | 4  | 0   | 4   |
| 3   | Deportes Aviación  | 3  | 0  | 2  | 1  | 6  | 6  | 0   | 2   |
| 4   | Santiago Morning   | 3  | 0  | 2  | 1  | 2  | 3  | -1  | 2   |

PJ=Partidos jugados; PG=Partidos ganados; PE=Partidos empatados; PP=Partidos perdidos; GF=Goles a favor; GC=Goles en contra; Dif=Diferencia de gol; Pts=Puntos
|  | Jugarán en Primera División de Chile 1981 |
|  | Jugarán en Segunda División de Chile 1981 |

1º Fecha
| 13 de diciembre de 1980 | Deportes La Serena                    | 3 : 3 | Deportes Aviación                                       | Estadio Municipal de Cavancha, Iquique |                             |
|                         | Torino · Hugo Iter · Claudio Gallegos |       | Ricardo Fabbiani · Arturo Jáuregui · Benedicto de Sousa | Asistencia: -- espectadores            | Asistencia: -- espectadores |

| 13 de diciembre de 1980 | Deportes Iquique | 1 : 0 | Santiago Morning | Estadio Municipal de Cavancha, Iquique |                             |
|                         | Jaime Carreño    |       |                  | Asistencia: -- espectadores            | Asistencia: -- espectadores |

2º Fecha
| 17 de diciembre de 1980 | Deportes La Serena | 0 : 0 | Santiago Morning | Estadio Municipal de Cavancha, Iquique |  |
|                         |                    |       |                  | Asistencia: -- espectadores            |  |

| 17 de diciembre de 1980 | Deportes Iquique                    | 2 : 1 | Deportes Aviación | Estadio Municipal de Cavancha, Iquique |                             |
|                         | Víctor Hugo Sarabia · Jaime Carreño |       | Eleodoro Cornejo  | Asistencia: -- espectadores            | Asistencia: -- espectadores |

3º Fecha
| 20 de diciembre de 1980 | Deportes Aviación                | 2 : 2 | Santiago Morning               | Estadio Municipal de Cavancha, Iquique |                             |
|                         | Ricardo Fabbiani · José Calderón |       | Benjamin Pérez · Pedro Aravena | Asistencia: -- espectadores            | Asistencia: -- espectadores |

| 20 de diciembre de 1980 | Deportes Iquique | 1 : 1 | Deportes La Serena | Estadio Municipal de Cavancha, Iquique |                             |
|                         | Fidel Dávila     |       | Reyes              | Asistencia: -- espectadores            | Asistencia: -- espectadores |

- Deportes Iquique se mantiene en la Primera División para el año 1981 y Deportes La Serena asciende a dicha categoría, para la misma temporada mencionada. En tanto, Deportes Aviación descendió a la Segunda División para el año 1981 y Santiago Morning se mantiene precisamente en dicha categoría, para la misma temporada mencionada.